# Grand Prix de la côte étrusque 2015
La 20e édition du Grand Prix de la côte étrusque a eu lieu le 8 février 2015. La course fait partie du calendrier UCI Europe Tour 2015 en catégorie 1.1.
L'épreuve a été remportée au sprint par l'Italien Manuel Belletti (Southeast) respectivement devant ses compatriotes Davide Viganò (Idea 2010 ASD) et Niccolò Bonifazio (Lampre-Merida).

## Présentation

### Équipes
Classé en catégorie 1.1 de l'UCI Europe Tour, le Grand Prix de la côte étrusque est par conséquent ouvert aux WorldTeams dans la limite de 50 % des équipes participantes, aux équipes continentales professionnelles, aux équipes continentales et aux équipes nationales.
Dix-huit équipes participent à ce Grand Prix de la côte étrusque - une WorldTeam, sept équipes continentales professionnelles, neuf équipes continentales et une équipe nationale :
| UCI WorldTeam   | UCI WorldTeam | UCI WorldTeam |
| Nom de l'équipe | Pays          | Code          |
| --------------- | ------------- | ------------- |
| Lampre-Merida   | Italie        | LAM           |

| Équipes continentales professionnelles | Équipes continentales professionnelles | Équipes continentales professionnelles |
| Nom de l'équipe                        | Pays                                   | Code                                   |
| -------------------------------------- | -------------------------------------- | -------------------------------------- |
| Androni Giocattoli                     | Italie                                 | AND                                    |
| Bardiani CSF                           | Italie                                 | BAR                                    |
| Colombia                               | Colombie                               | COL                                    |
| Cult Energy                            | Danemark                               | CLT                                    |
| Nippo-Vini Fantini                     | Italie                                 | NIP                                    |
| RusVelo                                | Russie                                 | RVL                                    |
| Southeast                              | Italie                                 | STH                                    |

| Équipes continentales   | Équipes continentales | Équipes continentales |
| Nom de l'équipe         | Pays                  | Code                  |
| ----------------------- | --------------------- | --------------------- |
| Amore & Vita-Selle SMP  | Ukraine               | AMO                   |
| Felbermayr Simplon Wels | Autriche              | RWS                   |
| GM                      | Italie                | GMC                   |
| Idea 2010 ASD           | Italie                | IDE                   |
| Meridiana Kamen         | Croatie               | MKT                   |
| MG.Kvis-Vega            | Italie                | VHS                   |
| Roth-Škoda              | Suisse                | ROT                   |
| Unieuro Wilier          | Italie                | UNI                   |
| Utensilnord             | Hongrie               | UNA                   |

| Équipe nationale          | Équipe nationale | Équipe nationale |
| Nom de l'équipe           | Pays             | Code             |
| ------------------------- | ---------------- | ---------------- |
| Équipe nationale d'Italie | Italie           | ITA              |

### Règlement de la course

#### Primes
Les vingt prix sont attribués suivant le barème de l'UCI,. Le total général des prix distribués est de 14 477 €.
| Position | 1er     | 2e      | 3e      | 4e    | 5e    | 6e    | 7e    | 8e    | 9e    | 10e à 20e |
| Prix     | 5 785 € | 2 895 € | 1 445 € | 715 € | 580 € | 433 € | 433 € | 287 € | 287 € | 147 €     |

## Classements

### Classement final
| Classement final | Classement final  | Classement final | Classement final          | Classement final   |
|                  | Coureur           | Pays             | Équipe                    | Temps              |
| ---------------- | ----------------- | ---------------- | ------------------------- | ------------------ |
| 1er              | Manuel Belletti   | Italie           | Southeast                 | en 4 h 29 min 28 s |
| 2e               | Davide Viganò     | Italie           | Idea 2010 ASD             | m.t                |
| 3e               | Niccolò Bonifazio | Italie           | Lampre-Merida             | m.t                |
| 4e               | Russell Downing   | Royaume-Uni      | Cult Energy               | m.t                |
| 5e               | Sonny Colbrelli   | Italie           | Bardiani CSF              | m.t                |
| 6e               | Oscar Gatto       | Italie           | Androni Giocattoli        | m.t                |
| 7e               | Simone Consonni   | Italie           | Équipe nationale d'Italie | m.t                |
| 8e               | Davide Martinelli | Italie           | Équipe nationale d'Italie | m.t                |
| 9e               | Francesco Reda    | Italie           | Idea 2010 ASD             | m.t                |
| 10e              | Simone Petilli    | Italie           | Unieuro Wilier            | m.t                |
| modifier         |                   |                  |                           |                    |

### UCI Europe Tour
Ce Grand Prix de la côte étrusque attribue des points pour l'UCI Europe Tour 2015, par équipes seulement aux coureurs des équipes continentales professionnelles et continentales, individuellement à tous les coureurs sauf ceux faisant partie d'une équipe ayant un label WorldTeam.
| Position,          | 1er | 2e | 3e | 4e | 5e | 6e | 7e | 8e | 9e | 10e | 11e | 12e |
| Classement général | 80  | 56 | 32 | 24 | 20 | 16 | 12 | 8  | 7  | 6   | 5   | 3   |

## Liste des participants
- Liste de départ complète

| Légende | Légende                                                                      | Légende | Légende                                                    |
| ------- | ---------------------------------------------------------------------------- | ------- | ---------------------------------------------------------- |
| Num     | Dossard de départ porté par le coureur sur ce Grand Prix de la côte étrusque | Pos     | Position à l'arrivée de la course                          |
|         | Indique un maillot de champion national ou mondial, suivi de sa spécialité   | NP      | Indique un coureur qui n'a pas pris le départ de la course |
| AB      | Indique un coureur qui n'a pas terminé la course                             | HD      | Indique un coureur qui a terminé la course hors des délais |